# Битка при Абритус
Битката при Абритус (на латински: Abrittus, днес Разград в България), позната и като битката при Форум Теребронии (Forum Terebronii, оригинално Forum Sempronii – тържище извън града), се състояла през 251 г. между римските легиони и готите с техния крал Книва.
Римляните са победени, римският император Деций и неговият син Херений Етруск са убити по време на битката. Загубата се дължи на неудачна маневра на мизийския легат Требониан Гал, наследил Деций Траян след смъртта му в битката. Деций е първият римски император, убит в битка с варвари, а битката е първата, в която загива не само римския император, но и неговия пряк наследник.

## Предпоставки
През 249 – 250 г. групи от 70 000 готи с крал Книва пресичат Дунав при Ескус (до днешния Гиген, на север от Плевен), където се е намирал най-известния за времето си римски мост. Деций и Херений тръгват към обсадения от готите Никополис ад Иструм. Готите пресичат тогава Стара планина през Шипченски проход и нападат Филипополис. Деций тръгва след тях, но претърпява тежка загуба при Берое и му става невъзможно да спаси Филипополис, който пада в ръцете на готите, въпреки защитата му от управителя на Тракия Луций Приск. След превземането на града през пролетта на 251 г. готите издигат Приск за анти-император, за да се бият по-добре срещу Деций. Приск е обявен от сената за държавен враг (хостис) и скоро след това убит. Обсадата на Филипополис изтощава готите до такава степен, че те предлагат срещу предаване на плячката им и пленените да получат свободно връщане. Деций отказва това предложение. Книва и войските му тръгват обратно с плячката към своята страна и по пътя попадат на римска войска.

## Битка
Книва с обмислена военна стратегия разделя войската си на по-малки части и започва да отблъсква римляните към една блатиста местност. През първата половина на юни 251 г. двете войски се срещат при Абритус. Херений пада от вражеска стрела. Деций преживява първата среща, но е убит заедно с остатъка на войската си още преди да свърши този ден.

## Последствия
След смъртта на Деций римски император става Требониан Гал. Той капитулира и подписва договор с готите, който им позволява обратно връщане заедно с плячката им и също да им плаща годишен данък за спазване на границите на Римската империя.